# Bobby Unser
Pour les articles homonymes, voir Unser.

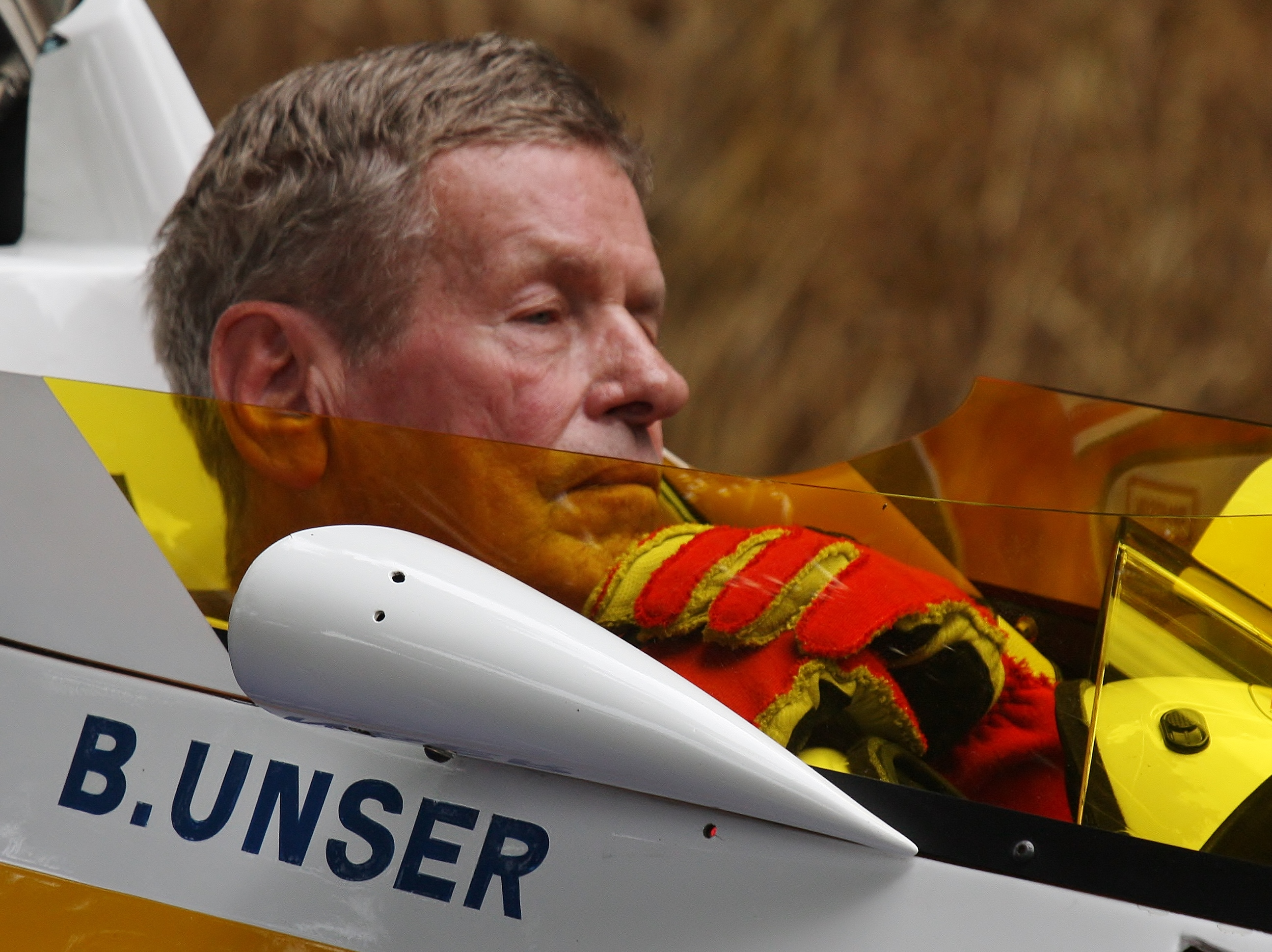
Bobby Unser au Goodwood Festival of Speed 2011.

Robert Williams Unser, plus connu sous le nom de Bobby Unser (né le 20 février 1934 à Colorado Springs dans le Colorado, États-Unis et mort le 2 mai 2021 à Albuquerque dans le Nouveau-Mexique) est un ancien pilote automobile américain. Il a notamment remporté les 500 Miles d'Indianapolis à trois reprises.

## Biographie
Bobby Unser commence sa carrière dans des épreuves de stock car près d'Albuquerque. Il devient champion du Nouveau-Mexique en 1949 puis en 1951 alors qu'il est encore adolescent. 
En 1951 au Mexique, il dispute, avec son père comme copilote, la seconde édition de la course sur route Carrera Panamericana. Lors de la seconde étape Oaxaca-Puebla, il est impliqué dans l'accident qui coûte la vie au pilote mexicain Carlos Panini, ancien aviateur et directeur de compagnie aérienne, millionnaire très célèbre et très populaire dans son pays. Teresa Panini, fille de Carlos et copilote de son père, sort pratiquement indemne de la collision. Bobby Unser explique l'accident dans son livre: Winners Are Driven: A Champion's Guide to Success in Business & Life. 
Au milieu des années 1950, il brille dans la course côte de Pikes Peak, qu'il remporte à de multiples reprises.
Il fait ses débuts en IndyCar (discipline alors organisée par l'USAC) en 1962, suivant le chemin de son frère Jerry, mort dans un accident lors des essais des 500 Miles d'Indianapolis 1959. En 1968, à l'issue d'un long duel avec la voiture à turbine de Joe Leonard qui finit par casser en vue de l'arrivée, il remporte son premier Indy 500. En fin de saison, il décroche également son premier championnat USAC. 
L'année 1968 est également l'occasion pour Bobby Unser de faire ses débuts dans le championnat du monde de Formule 1.  Au mois de septembre, il est appelé par l'écurie BRM pour disputer le Grand Prix d'Italie à Monza. Mario Andretti, son grand rival de l'USAC, doit également débuter en F1 le même jour sur une Lotus. Après des premiers essais convaincants, les deux hommes reprennent l'avion pour les États-Unis afin d'y disputer le Hoosier 100, une prestigieuse épreuve de sprint-car. De retour in extremis en Italie pour le Grand Prix de F1, ils se voient refuser le départ par les organisateurs qui doutent de leur condition physique après un tel périple et peuvent s'appuyer sur un point du règlement interdisant de prendre part à une course moins de 24 heures avant un Grand Prix. Les deux Américains reportent leurs débuts en F1 au Grand-Prix des États-Unis à Watkins Glen quelques semaines plus tard. Si Andretti brille en décrochant la pole, Unser se contente quant à lui d'une prestation plus anonyme, conclue par un abandon. Cela restera son unique course de Formule 1.

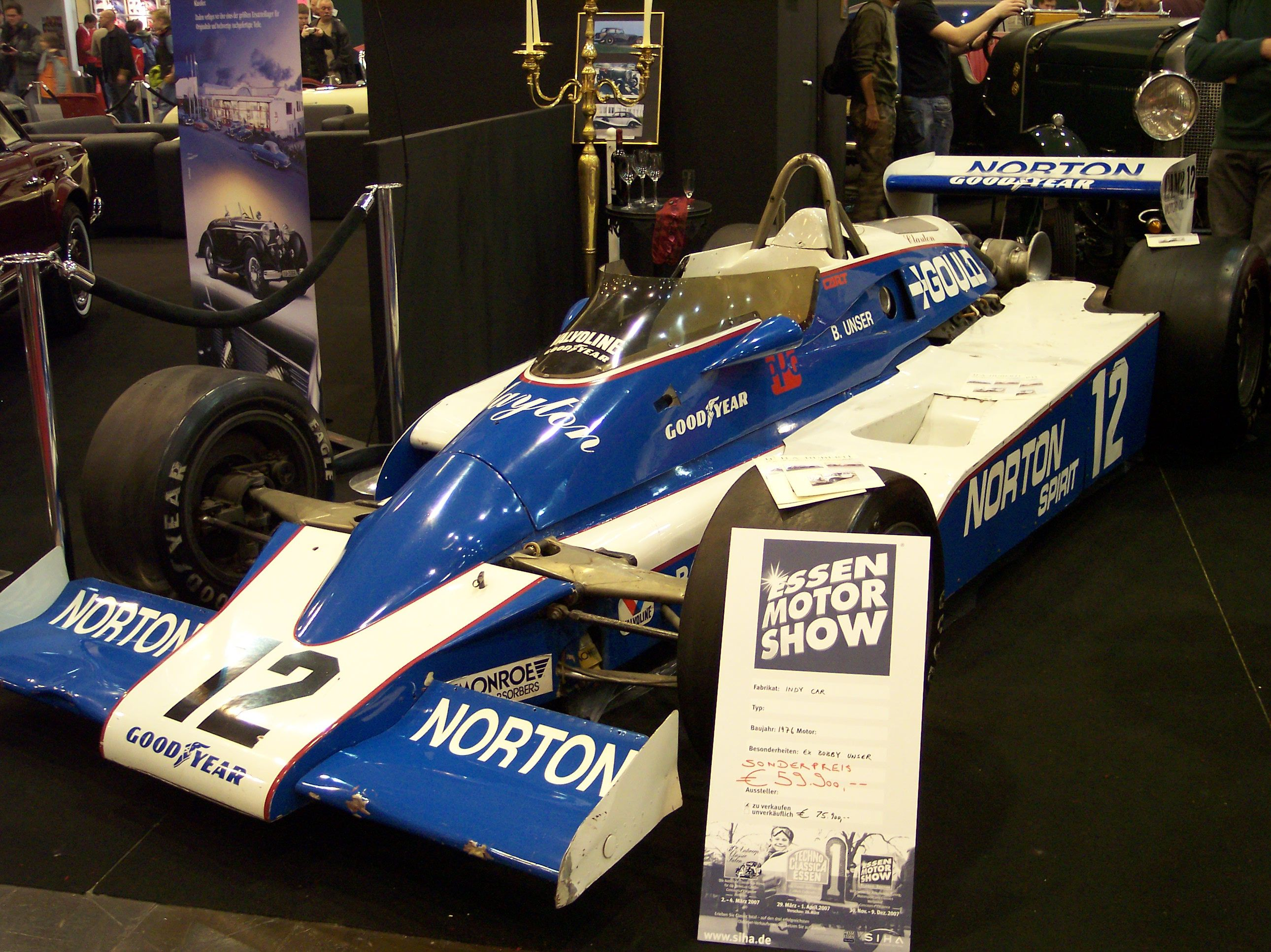
La monoplace de la saison 1976 de Bobby Unser.

En 1974, il gagne un deuxième titre USAC et remporte à nouveau l'Indy 500 en 1975. Sa dernière apparition aux 500 Miles d'Indianapolis a lieu en 1981. Auteur de la pole position, il est en lutte avec Mario Andretti jusque dans les derniers tours, mais la course sombre dans la confusion à l'occasion d'une neutralisation. Bobby Unser franchit la ligne en premier, mais est pénalisé d'un tour dès le lendemain, accusé d'avoir illégalement doublé des concurrents sous régime de drapeau jaune. À l'issue d'une longue procédure sportivo-judiciaire qui ne s'achève qu'au mois d'octobre suivant, la pénalité est levée et Unser récupère sa victoire. Il décide de mettre un terme à sa carrière en fin d'année.
Bobby Unser meurt le 2 mai 2021 à l'âge de 87 ans.

## Palmarès
- Vainqueur des 500 Miles d'Indianapolis en 1968, 1975 et 1981
- Poleman des 500 Miles d'Indianapolis en 1972 et 1981
- Vainqueur du championnat USAC IndyCar en 1968 et 1974
- Vainqueur de l'IROC en 1975
- Neuf fois vainqueur du Pikes Peak International Hill Climb, en 1956, 1958, 1959, 1960, 1961, 1962, 1963, 1966 et 1968 (tout comme Louis Unser Jr (en) son oncle avant lui, à neuf reprises entre 1934 et 1953, à 57 ans)

## Résultats en championnat du monde de Formule 1
| Saison | Écurie                   | Châssis  | Moteur  | Pneus    | GP disputés | Points inscrits | Classement |
| ------ | ------------------------ | -------- | ------- | -------- | ----------- | --------------- | ---------- |
| 1968   | Owen Racing Organisation | BRM P138 | BRM V12 | Goodyear | 1           | 0               | n.c.       |

## Galerie d'images

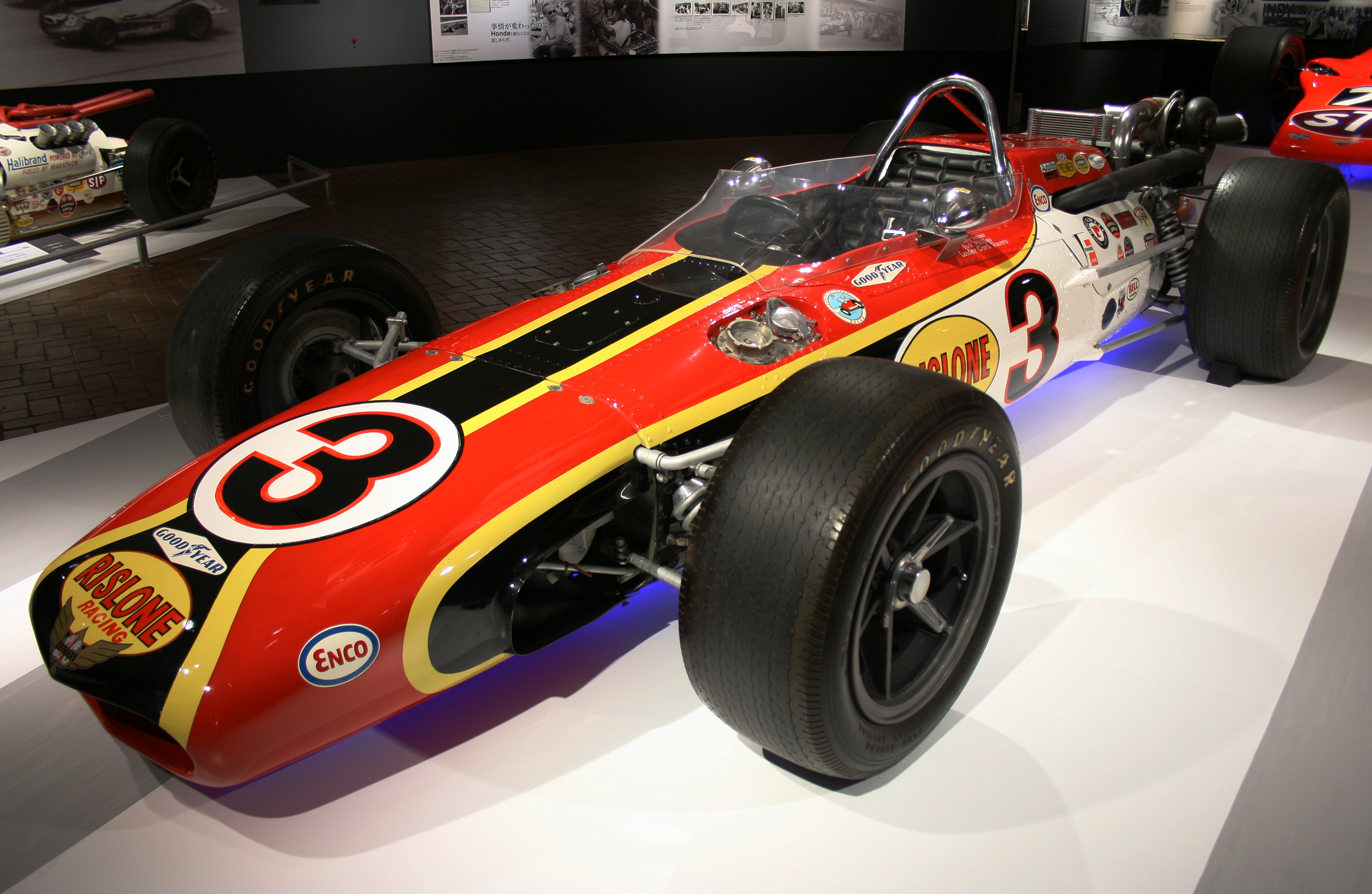
L'Eagle-Offenhauser du Rislone Racing victorieuse à l'Indy 500 de 1968 (Honda Collection Hall).
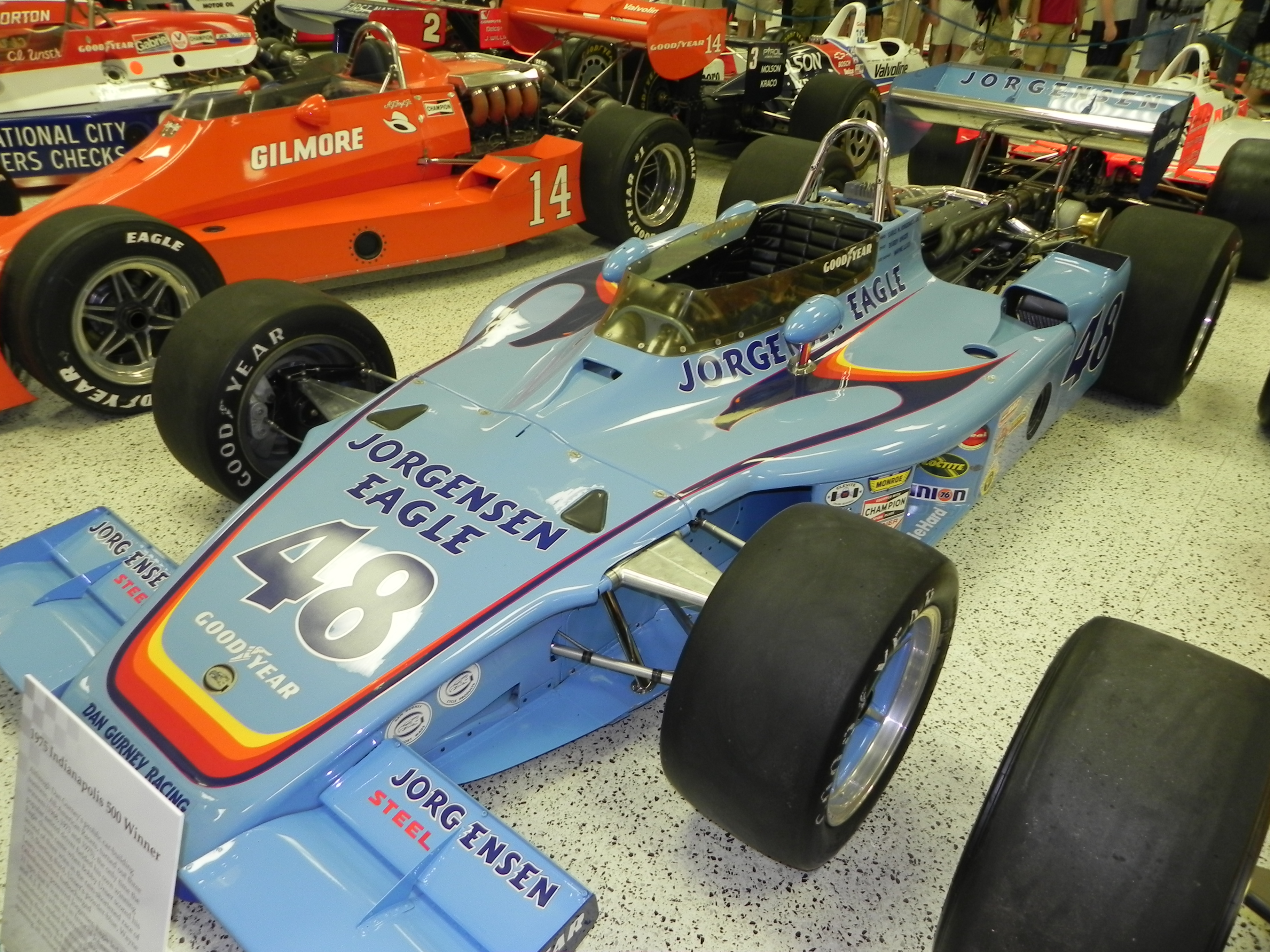
L'Eagle-Offenhauser All American Racers victorieuse de l'Indy 1975 (IMS Hall of Fame Museum).
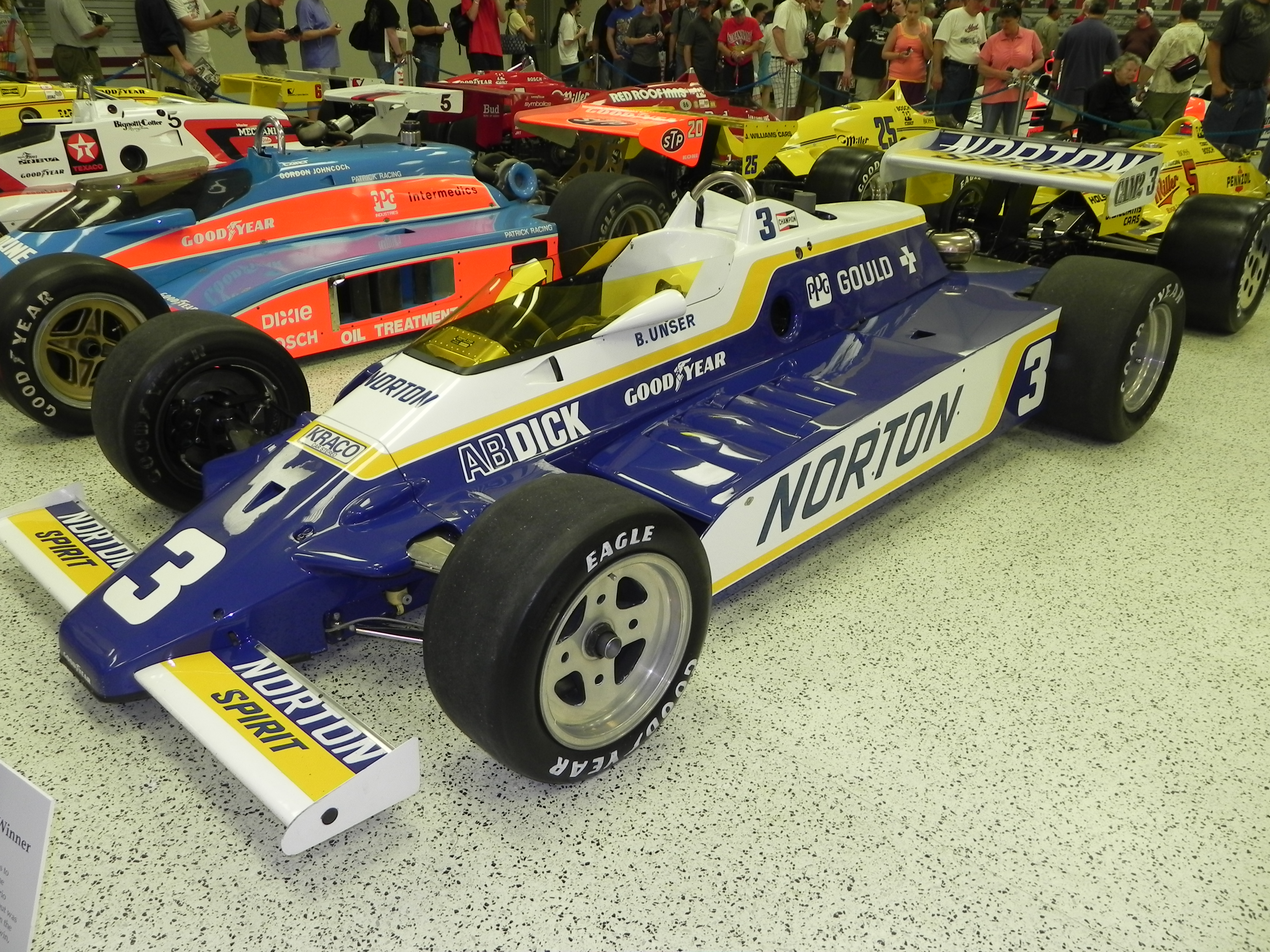
La Penske-Ford Penske Racing victorieuse de l'Indy 1981 (IMS Hall of Fame Museum).

## Filmographie
- Virages (1969)

## Famille Unser
- Son fils : Robby
- Ses frères : Jerry (mort en 1959) et Al
- Ses neveux : Johnny et Al Jr.
- Son petit-neveu : Al III